# Samuel Mayer
Samuel Mayer (* 3. Januar 1807 in Hechingen; † 1. August 1875 ebenda) war der letzte Rabbiner der hohenzollerischen Oberamtsstadt Hechingen. In der Zeit religiöser Reformen vertrat er dort ein gemäßigtes Reformjudentum. Er erwarb sich einen guten Ruf als Schriftsteller und Theologe und galt als einer der besten Kanzelredner. Beruflich war er seit 1849 als Rechtsanwalt tätig.

## Leben
Samuel Mayer wurde 1807 in Hechingen als Sohn des Rabbiners Wolf Mayer und dessen Ehefrau Delzel. geb. Simon geboren. Er heiratete am 3. Februar 1836 Sara Jette Adler, die Tochter des Rabbiners von Mühringen, in zweiter Ehe am 15. Oktober 1844 Nanette Lindmann. Nach deren Tod ging er 1866 eine dritte Ehe mit deren Schwester ein.
Er besuchte zunächst die Talmudschule seiner Heimatstadt Hechingen, dann seit 1823 die Beth-Ha-Midrasch und das Lyceum in Mannheim und seit 1926 die Universität Würzburg, wobei er bei Landesrabbiner Abraham Bing den Talmud studierte. 1829 beendete er sein Studium in Tübingen mit der Promotion. Gegen die Einwendung des Talmudlehrers David (ben Joel) Dispeck erhielt er erst 1834, zunächst provisorisch, 1838 endgültig die Berufung auf das Rabbinat Hechingen, das er bis zu seinem Tod versah. 1846–1851 war Samuel Mayer Vorstand der Museumsgesellschaft Hechingen, 1848 ihr Sekretär und Bibliothekar. Er wurde 1849 als Rechtsanwalt zugelassen. In seiner Amtszeit setzte er sich für die staatsbürgerliche Gleichstellung und die kirchenrechtliche Emanzipation der Juden ein und erließ für das 1830 erbaute jüdische Schul- und Gemeindehaus eine Schulordnung.
Er erwarb sich große Verdienste um die Verbesserung des Schulwesens, des Gottesdienstes und der sozialen und religiösen Verhältnisse in der Gemeinde Hechingen. Mit seinem Tod erlosch das Rabbinat Hechingen. Seine ungewöhnliche Doppelstellung als Rabbiner und Rechtsanwalt begründete er mit dem geringen Einkommen aus seinem Amt als Rabbiner, aus dem er zwei Frauen und deren Kinder unterhielt.
Mayer wurde auf dem jüdischen Friedhof in Hechingen (Grab Nr. 72) begraben. Seine Grabinschrift lautet: Hier ruht in Gott Dr. Samuel Mayer Rabbiner der hiesigen Gemeinde, u. Kl. Rechtsanwalt, geb. d. 3. Jan. 1807, gest. d. 1. August 1875. Ein treuer Gatte, ein guter Vater, ein edler Mensch, ein pflichttreuer Beamter, ein großer Gelehrter. Wer den Besten seiner Zeit genug gegeben hat, der hat gelebt für alle Zeit.

## Schriften (Auswahl)
- als Hrsg.: Israelitischer Merkur. Ein Samstagsblatt, 1837.
- Geschichte der Israeliten in Hechingen. In: Orientalische Berichte, Studien und Kritiken für jüdische Geschichte und Literatur, 1844.
- Trauerrede auf das Ableben der regierenden Fürstin Eugenie Hortensie Napoleone von Hohenzollern-Hechingen, gehalten am 5. Sept. 1847 (Druck, s. Quellen StAS Ho 235 T 3 Nr. 57)
- Die Rechte der Israeliten, Athener und Römer mit Rücksicht auf die neuen Gesetzgebungen für Juristen, Staatsmänner, Theologen, Philologen, Philosophen und Geschichtsforscher, in Parallelen gestellt. Ein Beitrag zu einem System und einer Geschichte des Universalrechts. Bd. 1 (= Das öffentliche Recht), 1862, B. 2 (= Das Privatrecht), 1866, Bd. 3 (= Das Strafrecht), Trier 1876.
- Eine Reihe vortrefflicher Predigten, Verlag Springer, Berlin 1872.